# Imogene (Iowa)
Pour les articles homonymes, voir Imogène.
Imogene est une ville du comté de Fremont, en Iowa, aux États-Unis. Elle est incorporée le 18 février 1881.

## Source de la traduction
- (en) Cet article est partiellement ou en totalité issu de l’article de Wikipédia en anglais intitulé « Imogene, Iowa » (voir la liste des auteurs).